# Wladimiro Calarese
Wladimiro Calarese (n. 3 octombrie 1930, Messina, Italia – d. 13 august 2005, Dayton, Ohio, SUA) a fost un scrimer ce a reprezentat Italia, medaliat olimpic. A participat la 3 ediții ale Jocurilor Olimpice (1960, 1964, 1968) în care a câștigat două medalii de argint și două medalii de bronz.